# Cantonul Saint-Maximin-la-Sainte-Baume
Cantonul Saint-Maximin-la-Sainte-Baume este un canton din arondismentul Brignoles, departamentul Var, regiunea Provence-Alpes-Côte d'Azur, Franța.

## Comune
- Nans-les-Pins
- Ollières
- Plan-d'Aups-Sainte-Baume
- Pourcieux
- Pourrières
- Rougiers
- Saint-Maximin-la-Sainte-Baume (reședință)
- Saint-Zacharie